# Resolució 1953 del Consell de Seguretat de les Nacions Unides
La Resolució 1953 del Consell de Seguretat de les Nacions Unides fou adoptada el 14 de desembre de 2010. Després de reafirmar totes les resolucions anteriors sobre el conflicte de Xipre, en particular la Resolució 1251 (1999), el Consell va prorrogar el mandat de la Força de les Nacions Unides pel Manteniment de la Pau a Xipre UNFICYP) durant sis mesos més fins al 15 de juny de 2011, en què es demana als líders grecoxipriotes i turcoxipriotes que desenvolupin un pla de superació de les diferències abans de la visita del secretari general el gener de 2011.
La resolució va ser aprovada per 14 vots, el vot en contra de Turquia i cap abstenció. El representant turc va dir que l'illa no tenia un govern únic des de 1963, encara que continuaria implementant la resolució.

## Resolució

### Observacions
El Consell de Seguretat va assenyalar que el govern de Xipre havia acceptat la presència contínua de la UNFICYP a l'illa. La solució al conflicte sorgiria dels propis xipriotes i hi havia una oportunitat única per assolir un acord durador. Hi havia hagut avenços en les converses de pau, tot i que al Consell li preocupava que el progrés fos lent. Va donar la benvinguda la implementació de mesures de foment de la confiança tant per Xipre com per Xipre del Nord i va encoratjar l'apertura d'altres punts de cruïlla al llarg de la Línia Verda. Es va donar la benvinguda a l'apertura del pas de Limnitis l'octubre de 2010.
El Consell es mantenia convençut que un acord durador de la controvèrsia de Xipre seria beneficiós per a tots els xipriotes i la situació a la Línia Verda milloraria si ambdues parts acceptessin l'aide-mémoire de 1989 utilitzat per les Nacions Unides. Estava convençut que minar la credibilitat de les Nacions Unides era perjudicial per al procés de pau. A més, el Consell acollia amb beneplàcit el progrés en les activitats de desminatge, els esforços del Comitè de Persones Desapareguts i va acceptar que la participació activa dels grups de la societat civil i els contactes bimensuals eren essencials per al procés polític.

### Actes
La resolució va donar la benvinguda al progrés de les negociacions i la perspectiva d'avançar en un futur proper cap a un acord. En aquest sentit, va demanar als dos líders xipriotes intensificar les negociacions, millorar la seva atmosfera i augmentar la participació de la societat civil. A més, ambdues parts van ser convocades a participar en consultes sobre la demarcació de la zona d'amortiment i l'aide-mémoire de 1989.
Es va instar a la part turcoxipriota a restaurar l'statu quo militar a Strovilia que existia abans del 30 de juny de 2000. Finalment, es va demanar al secretari general Ban Ki-moon que presentés un informe abans de l'1 de juny de 2011 sobre l'aplicació de la resolució actual.